# Shafi Goldwasser
Shafrira Goldwasser (tiếng Hebrew: שפרירה גולדווסר; sinh 1959) là một nhà khoa học máy tính người Mỹ gốc Israel và là người dành giải Turing Award năm 2012. Bà là một giáo sư Kỹ thuật Điện và Khoa học Máy tính tại Viện Công nghệ Massachusetts, giáo sư khoa toán học tại  Viện khoa học Weizmann, Israel, đồng sáng lập và nhà khoa học tại tập đoàn Duality Technologies đồng thời bà cũng là giám đốc của Viện Simons về Lý thuyết Máy tính tại Đại học California, Berkeley.